# Mesodorylaimus bastiani
Mesodorylaimus bastiani är en rundmaskart som först beskrevs av Butschli 1873.  Mesodorylaimus bastiani ingår i släktet Mesodorylaimus och familjen Dorylaimidae. Arten är reproducerande i Sverige. Inga underarter finns listade i Catalogue of Life.